# Playa de Sotogrande
La playa de Sotogrande es una playa situada en la localidad de San Roque en la comarca andaluza del Campo de Gibraltar en España. Esta playa de la vertiente meditarránea de la costa del Campo de Gibraltar tiene unos 2250 metros de longitud y 35 metros de anchura media. Se sitúa entre la desembocadura del río Guadalquitón y el puerto de Sotogrande donde se une al Paraje natural del estuario del Río Guadiaro.